# テンペルホーフ＝シェーネベルク区
テンペルホーフ＝シェーネベルク区 (テンペルホーフ＝シェーネベルクく、ドイツ語: Bezirk Tempelhof-Schöneberg) はドイツの首都、ベルリン州（都市州）の行政区である。区コード番号は07であり、人口は約35万人である。2001年の行政改革の一環として、旧テンペルホーフ区と旧シェーネベルク区が合併し成立した。
区庁はシェーネベルク庁舎に置かれている。管轄の区裁判所は、シェーネベルク区裁判所およびテンペルホーフ＝クロイツベルク区裁判所であり、管轄の税務署はシェーネベルク税務署およびテンペルホーフ税務署である。

## 地理
当区はベルリン中心市街地の南部に広がり、ブランデンブルク州と接している。区内は以下の6地区に分かれている。
| 地区番号 地区・区域 | 面積      | 人口 （2020年12月31日現在） | 人口密度     | 区内地図（地区の位置） |
| --- | --------- | --------------------------- | ------------ | ---------------------- |
| 0701 シェーネベルク - バイエリッシェス・フィアテル - ツェツィーリエンゲルテン - ヴィンターフェルト広場 - キールガン＝フィアテル - ローテ・インゼル（「赤い島」） - ジードルング・リンデンホーフ - アルボイン広場 | 10.60 km² | 122,658人                   | 11,572人/km² |                        |
| 0702 フリーデナウ | 1.65 km²  | 27,998人                    | 16,968人/km² |                        |
| 0703 テンペルホーフ - ノイ・テンペルホーフ - テンペルホーファー・フェルト | 12.20 km² | 61,769人                    | 5,063人/km²  |                        |
| 0704 マリーエンドルフ - アルト＝マリーエンドルフ | 9.38 km²  | 52,734人                    | 5,622人/km²  |                        |
| 0705 マリーエンフェルデ | 9.15 km²  | 32,270人                    | 3,527人/km²  |                        |
| 0706 リヒテンラーデ | 10.10 km² | 52,110人                    | 5,159人/km²  |                        |

区内の人口分布は差異が大きい。シェーネベルク地区は人口が区最大であり、全区の3分の1以上を占める。フリーデナウ地区は区内で最小（ベルリン全体でも最小の一つ）であるが、人口密度はベルリン内で最高である。

## 統計データ

### 人口

2010年のテンペルホーフ＝シェーネベルク区の人口ピラミッド

2020年12月31日時点の人口は350,984人であった。面積は53.09 km²であり、人口密度は6,611人/km²であった。なお2012年12月31日時点の外国人の割合は15.3%であるが、移民の背景を持つ住民の割合は31.6%であった。失業率は2013年4月30日時点で11.0%であった。2012年12月31日時点の住民の平均年齢は44.1歳であった。

### 年齢構成
2011年の統計年鑑によれば以下の通りである。
- 6歳未満＝16,184人、4.8 %
- 06歳以上15歳未満＝23,744人、7.1 %
- 15歳以上20歳未満＝14,036人、4.2 %
- 20歳以上45歳未満＝113,013人、33.6 %
- 45歳以上65歳未満＝100,555人、29.9 %
- 65歳以上= 68,612人、20.4 %

### 土地利用状況
2008年の区内の土地利用現況は以下の通り。
- テンペルホーフ＝シェーネベルク区全体＝5310 ha
- 建物・空地＝3076 ha（1719 haは居住、538 haは工業）
- 商業＝27 ha
- 保養＝584 ha（その内58 haはスポーツまたは水泳場、527 haは緑地やキャンピング）
- 交通＝1354 ha（その内862 haは道路、広場、491 haは鉄道、空港）
- 農業＝60 ha
- 森林＝48 ha
- 水域＝42 ha
- その他＝118 ha（その内117 haは墓地）

### 余暇面積
区内の余暇施設は以下の通り。
- 児童公園172か所＝406,145 m²
- 水泳場7か所（屋内、屋外、夏季限定）＝8,493 m²
- スポーツ施設115か所＝343,864 m²
- 競馬場（繋駕速歩）1か所＝261,673 m²

## 政治
2016年9月の区議会選挙の結果、議席配分は以下の通り。SPD 15議席、緑の党 13議席、CDU 12議席、左翼党 5議席、FDP 4議席、AfD 6議席。
ドイツ連邦議会選挙では、第81選挙区に区分される。2013年ドイツ連邦議会選挙ではヤン＝マルコ・ルチャク (CDU) が当選した。

## 紋章

今日の紋章は2003年3月25日ベルリン市参事会が授与したものである。
紋章記述：「緑の棒によって銀と金に分けられた盾、下部は緑で中ほどには丸い頂部がある。前には先が膨らんだ赤い十字架と、後ろには悠然と歩く赤い鹿。盾の上部には赤く3つの塔がつく城壁冠があり、中ほどのものにはベルリンの紋章がつく」。
この紋章は、旧シェーネベルク区と旧テンペルホーフ区の紋章を一つの盾に統合したものである。
前側のテンプル十字はこの地を創設したテンプル騎士団を示している。後ろ側の赤い鹿は、シェーネベルク区の紋章を借用している。これは3つ山図形に2匹の赤い鹿が向き合っているものであった。これは「美しい＝シェーネ」「山＝ベルク」を表していた。この山には狩猟宮殿があったといわれている。城壁冠はベルリン全区の紋章に共通である。

旧テンペルホーフ区の紋章
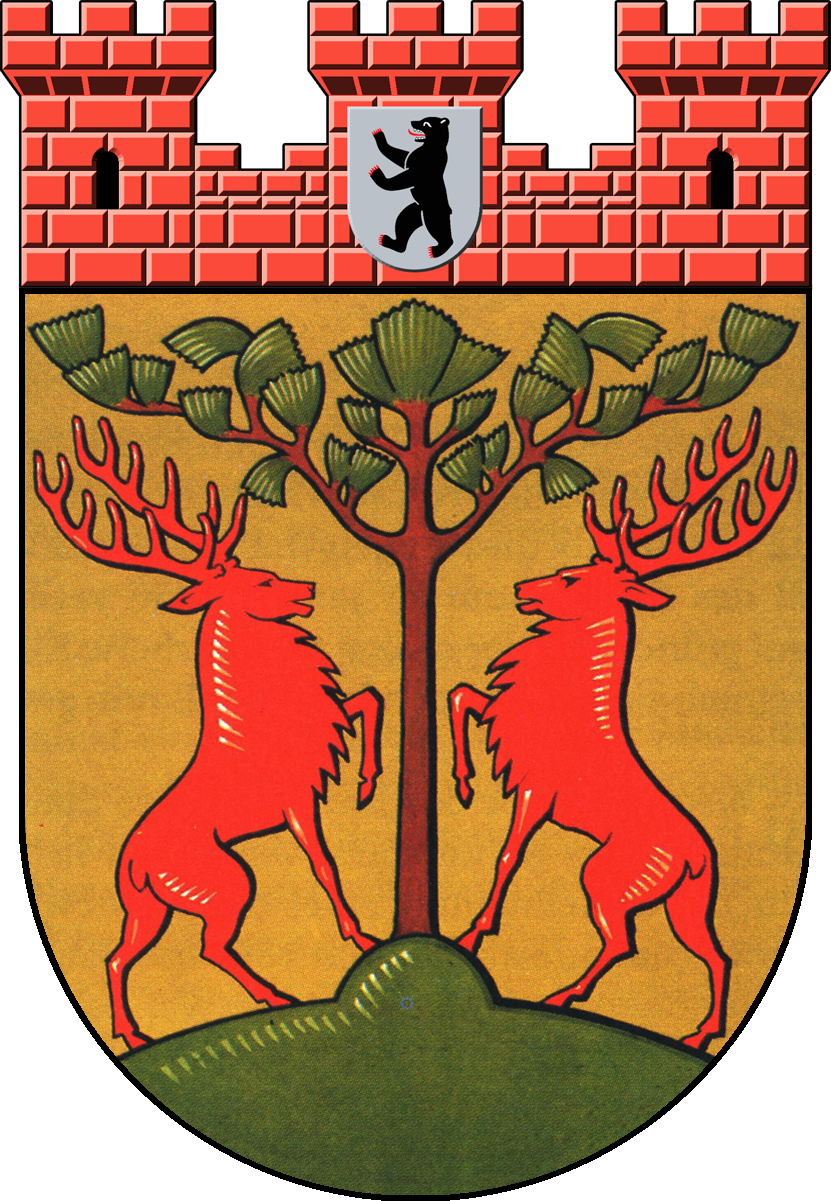
旧シェーネベルク区の紋章
ベルリンの城壁冠

## 名所

### 街区と広場
- バイエリッシェス・フィアテル（ドイツ語版）
- ツェツィーリエンゲルテン（ドイツ語版）。保護文化財（ドイツ語版）の指定を受けた住宅地であり、1920年代の都市計画の模範とされた。
- フリードリヒ＝ヴィルヘルム広場 (ベルリン)（ドイツ語版）
- 空の架け橋広場（ドイツ語版）と空の架け橋記念碑（ドイツ語版）。旧ベルリン・テンペルホーフ空港
- ローテ・インゼル（ドイツ語版）（「赤い島」）
- ノレンドルフ広場（ドイツ語版）
- ジードルング・リンデンホーフ（ドイツ語版）
- ヴィクトリア＝ルイーゼ広場（ドイツ語版）
- ヴィンターフェルト広場（ドイツ語版）と南側に続く「キーツ」(Kiez)（ゴルツ通り (Goltzstraße) とアカーツィエン通り (Akazienstraße) 周辺）
- ヴィッテンベルク広場（ドイツ語版）とタウエンツィーン通り（ドイツ語版）（大陸ヨーロッパ最大のデパート、カーデーヴェー（ドイツ語版）（Kaufhaus des Westens,「西の百貨店」））

### 重要建築物
- ベルリン・テンペルホーフ空港
- ベルリン上級地方裁判所（ドイツ語版）。ナチス時代は民族裁判所が置かれ、東西分断期には連合国管理理事会（ドイツ語版）の所在地であった。
- シェーネベルク庁舎（ドイツ語版）。1993年まではベルリン市議会議場であり、1991年まではベルリン市長のもと、ベルリン市庁舎があった（1990年までは西ベルリン市庁舎）。アメリカ大統領のジョン・F・ケネディが演説を行った場所として知られる。
- フリーデナウ庁舎（ドイツ語版）
- ウルシュタインハウス（ドイツ語版）
- ラジオ放送局 （ドイツラジオ文化放送（ドイツ語版）、1994年まではアメリカ管理区域ラジオ放送（ドイツ語版） (RIAS, Rundfunk im amerikanischen Sektor)）

### 教会
- シェーネベルク村落教会（ドイツ語版）
- 聖マティアス教会（ドイツ語版）、シェーネベルク地区ヴィンターフェルト広場
- ルイーゼ王妃記念教会（ドイツ語版）、ローテ・インゼル（ドイツ語版）
- ベルリン＝シェーネベルク新使徒教会（ドイツ語版）
- テンペルホーフ村落教会（ドイツ語版）
- テンペルホーファー・フェルト教会（ドイツ語版）
- イエス聖心教会（ドイツ語版）
- 聖ユダ・タデウス教会（ドイツ語版）、テンペルホーフ、（ラインハルト・ホーフバウアー（ドイツ語版）設計）
- マリア平和教会（ドイツ語版）、マリーエンドルフ
- マルティン＝ルター記念教会（ドイツ語版）、マリーエンドルフ
- マリーエンドルフ村落教会（ドイツ語版）
- 善き羊飼い修道院（ドイツ語版）、マリーエンフェルデ
- マリーエンフェルデ村落教会（ドイツ語版）（ベルリン最古の村落教会）
- リヒテンラーデ村落教会（ドイツ語版）（福音派リヒテンラーデ教区）
- ディートリヒ・ボンヘッファー教会（福音派リヒテンラーデ教区）
- 救世主教会（ドイツ語版）、リヒテンラーデ（カトリック教会）
- 聖エリーザベト教会（ドイツ語版）
- 使徒パウルス教会（ドイツ語版）
- ナータン・セーデルブロム館（福音派マリーエンドルフ南教区）

### 墓苑
- 旧聖マティウス教会墓地（ドイツ語版）、ローテ・インゼル（ドイツ語版）（ヤーコプとヴィルヘルムのグリム兄弟の墓所）
- 旧十二使徒教会墓地（ドイツ語版）、シェーネベルク
- アイザック通り第1市営墓地（ドイツ語版）、シェーネベルク
- アイト通り第2市営墓地（ドイツ語版）、シェーネベルク
- シュトゥーベンラウフ通り第3市営墓地（ドイツ語版）、フリーデナウ（マレーネ・ディートリヒとヘルムート・ニュートンの名誉墓碑（ドイツ語版））
- 聖マティアス教会教区墓地（ドイツ語版）、テンペルホーフ
- マリーエンフェルデ墓地（ドイツ語版）
- キリスト墓地 (Christus Friedhof)、マリーエンドルフ
- 三位一体教会墓地 III（ドイツ語版）、マリーエンドルフ
- マリーエンドルフ墓地 II (Friedhof Mariendorf II)、マリーエンドルフ
- 東マリーエンドルフ墓地 (Friedhof Mariendorf Ost)、マリーエンドルフ
- 聖十字架教会墓地 (Heilig-Kreuz-Friedhof)、マリーエンドルフ
- 自然公園墓地 (Heidefriedhof)、マリーエンドルフ
- 愛玩動物墓地（テンペルホーフ・ベルリン動物埋葬地 (Berliner Tierbeisetzung Tempelhof)）、シェッツェルベルク通り (Schätzelbergstraße)

### 緑地

#### 公園
- ハインリヒ・フォン・クライスト公園（ドイツ語版）
- ルドルフ・ヴィルデ公園（ドイツ語版）、シェーネベルク庁舎（ドイツ語版）傍
- ズュートゲレンデ自然公園（ドイツ語版）（「南部用地」自然公園。操車場跡地）、シェーネベルク
- ハンス・バルシェク公園（ドイツ語版）
- インズラーナー (山)（ドイツ語版）（「島民」山）。第二次世界大戦の瓦礫でできた人工の丘。名称は戦後の人気ラジオ番組名「ディ・インズラーナー（ドイツ語版）」に由来。
- ボーゼ公園（ドイツ語版）、レーネ公園（ドイツ語版）、旧公園（ドイツ語版）、フランケ公園（ドイツ語版）。いずれもテンペルホーフ庁舎 (Rathaus Tempelhof) に隣接。
- マリーエンドルフ市民公園（ドイツ語版）
- マリーエンフェルデ農場公園（ドイツ語版）
- マリーエンフェルデ余暇公園（ドイツ語版）
- リヒテンラーデ市民公園（ドイツ語版）

#### 広場（一部）
| - アルボイン広場 - バルバロッサ広場 (Barbarossaplatz) - バウツェン広場 (Bautzener Platz) - バイエルン広場 - ブレスラウ広場 - コジマ広場 (Cosimaplatz) - デネヴィッツ広場 (Dennewitzplatz) - ドルフアウエ（村の水辺草地）・テンペルホーフ (Dorfaue Tempelhof) | - デューラー広場 (Dürerplatz) - フリードリヒ＝ヴィルヘルム広場 - グラーツ広場 - グスタフ・ミュラー広場 (Gustav-Müller-Platz) - ヒルデガルト・クネーフ広場 (Hildegard-Knef-Platz) - インスブルック広場 - カイザーアイヒェ（皇帝のオーク） - カイザー＝ヴィルヘルム広場 - ロイテン広場 | - リアーネ・ベルコヴィッツ広場 (Liane-Berkowitz-Platz) - ノレンドルフ広場 - ペレルス広場 - 空の架け橋広場 - レネ・ジンテニス広場 (Renée-Sintenis-Platz) - ヴィクトリア＝ルイーゼ広場 - ヴァルトブルク広場 - ヴィンターフェルト広場 - ヴィッテンベルク広場 |

## 姉妹都市
当区は以下の姉妹都市協定を締結している。

### 国外
- アムステルフェーン（オランダ・北ホラント州）
- バーネット・ロンドン特別区（イギリス）
- シャラントン＝ル＝ポン（フランス・ヴァル＝ド＝マルヌ県）
- コシャリン（ポーランド）
- ルヴァロワ＝ペレ（フランス・オー＝ド＝セーヌ県）
- メジトリ（英語版）（トルコ・メルスィンの区）
- ナハリヤ（イスラエル）

### 国内
- アーレン（ノルトライン＝ヴェストファーレン州）
- バート・クロイツナハ郡（ラインラント・プファルツ州）
- パーダーボルン郡（ノルトライン＝ヴェストファーレン州）
- ペンツベルク（バイエルン州）
- テルトウ＝フレーミング郡（ブランデンブルク州）
- ヴェラ＝マイスナー郡（ヘッセン州）
- ヴッパータール（ノルトライン＝ヴェストファーレン州）

## その他
2008年9月23日、ドイツ連邦政府から「多様性の場」(Ort der Vielfalt) という称号を授与された。